# 岡田純一
岡田 純一（おかだ じゅんいち、1921年1月2日 - 1988年1月20日）は、日本の経済学者。
東京市小石川区（現東京都文京区）生まれ。1944年早稲田大学政治経済学部経済学科卒。1966年「経済学における人間像」で関西学院大学経済学博士。白百合短期大学助教授、聖心女子大学助教授、早稲田大学商学部教授を務め、在職中に67歳で死去した。キリスト教に関心が深かった。

## 著書
- 『経済学における人間像』未来社 1964
- 『経済思想史』東洋経済新報社 経済学入門叢書 1970
- 『経済学者と現代 1 アダム・スミス』日本経済新聞社 1977
- 『フランス経済学史研究』御茶の水書房 1982

### 共編
- 『日本の風土とキリスト教 ハインリヒ・デュモリン師の還暦を記念して』安斎伸、大谷啓治、高橋亘、角田信三郎共編 理想社 1965

### 翻訳
- クレマン・メルテン『社会経済学入門』ドン・ボスコ社 1955
- アンドル・ピェートル『マルクス体系の再検討 マルクスとマルクス主義』理想社 1959
- アンリ・ロレ『労働・労働者と教会』ドン・ボスコ社 カトリック全書 1961
- エルネスト・マンデル『現代マルクス経済学』全4巻 坂本慶一,西川潤共訳 東洋経済新報社 1972-1974
- コリソン・ブラック 他編著『経済学と限界革命』早坂忠共訳 日本経済新聞社 1975
- サミュエル・ホランダー『アダム・スミスの経済学』大野忠男、加藤一夫、斎藤謹造、杉山忠平共訳 東洋経済新報社 1976